# Ahmet Çakar
Ahmet Çakar (né le 3 août 1962 à Istanbul) est un ancien arbitre turc de football, et est actuellement médecin et journaliste sportif pour la gazette Sabah. Il est le deuxième arbitre turc après Hilmi Ok, à avoir arbitré lors d'un championnat d'Europe de football.

## Carrière
Il a officié dans quelques compétitions majeures : 
- Coupe du monde de football des moins de 20 ans 1993 (3 matchs dont la finale)
- Euro 1996 (1 match)